# José Luis Castillo (director y compositor)
José Luis Castillo Rodríguez (Valencia, 16 de septiembre de 1967) es un director de orquesta, compositor de origen español radicado en México. Actualmente es director titular del Centro de Experimentación y Producción de Música Contemporánea y de la Orquesta Filarmónica de Jalisco.

## Reseña biográfica
Actual director artístico del Centro de Experimentación y Producción de Música Contemporánea y la Orquesta Filarmónica de Jalisco, es uno de los directores y compositores más destacados y activos en el panorama musical actual. Afincado en México desde 1997, inició en España sus estudios de composición, análisis y  dirección de orquesta para continuarlos en Salzburgo, Luxemburgo y París con Manuel Galduf y Alexander Müllenbach.
Su doble faceta de director y compositor le ha permitido ser considerado como uno de los especialistas en el repertorio moderno y contemporáneo, desde la segunda mitad del siglo XX hasta nuestros días. Castillo ha dirigido el estreno mundial de más de ciento cincuenta obras además de las primeras audiciones en Latinoamérica de algunos de los principales compositores de finales del siglo XX: Andriessen, Berio, Boulez, Dillon, Donatoni, Francesconi, Gervasoni, Halffter, Manoury, Murail, Nishimura, Pesson, Rihm, Saariaho, Schuller, Sciarrino, Trojahn, Wolff, Xenakis y Zimmermann entre otros.
Actual director del Centro de Experimentación y Producción de la Música Contemporánea (CEPROMUSIC) y director musical de la Camerata de las Américas, ha dirigido en Alemania, Argentina, Austria, Canadá, China, España, Estados Unidos, Italia, Japón, Lituania, México, Polonia, Reino Unido, Rusia, Serbia, Turquía y gran parte de Latinoamérica. Fue director titular de la Orquesta Sinfónica de la Universidad de Guanajuato. Como director de ópera ha dirigido desde Scarlatti hasta Sciarrino, pasando por Haydn, Mozart, Gluck, Donizetti, Bizet, Verdi, Puccini, Falla, Britten o Dallapiccola con una decidida vocación hacia la ópera contemporánea.
En las orquestas y festivales con los que habitualmente colabora es frecuentemente requerido para dirigir ópera, espectáculos multimedia, danza y musicalización de películas silentes. Es en ese sentido que Castillo cuenta en su haber con un importante catálogo de proyecciones de películas de gran valor histórico con ejecución de la música en vivo.
De los solistas de prestigio con los que colabora cabe mencionar a András Adorján, Thomas Indermühle, Walter Boeykens, Christian Lindberg, Leslie Howard, Cyprien Katsaris, Jorge Federico Osorio, Jenö Jandó, Alexei Volodin, Irvine Arditti, June Anderson, Verónica Villarroel, Ramón Vargas y Dimitri Hvorostovsky entre otros.
Como compositor, sus obras han sido interpretadas en prestigiosos festivales y foros de música contemporánea en Argentina, Alemania, Australia, Austria, Canadá, Chile, España, Estados Unidos, Francia, Holanda, Italia, Japón, Letonia, México, Perú, Portugal, Taiwán y Uruguay por intérpretes como la Orquesta de la Radiodifusión de Saarbrücken, la Orquesta Filarmónica de Luxemburgo, OFUNAM, la Orquesta de Cámara de Württemberg, el Coro de la Radio de Saarbrücken, Delta Ensemble, Cuarteto de Cuerdas de Salzburgo, Wofgang Meyer, Miquel Bernat, Onix y el ensamble Tambuco, entre otros.
En el campo de la educación musical, ha sido director artístico de Instrumenta y ocupa en la actualidad la cátedra de composición de la Escuela Superior de Música del INBA. Durante dos ediciones coordinó el Ciclo de Música Contemporánea del Festival Internacional Cervantino. En la actualidad realiza la edición crítica de las obras de Silvestre Revueltas, lo que le ha llevado a grabar la obra orquestal inédita de este compositor, además de otros diez discos.
José Luis Castillo ha recibido premios y distinciones en Italia, Luxemburgo y Holanda y ha sido merecedor, en dos ocasiones, del premio de la Unión Mexicana de Críticos de Teatro y Música.